# Miguel Echegaray
Miguel Echegaray, född 28 september 1848, död 20 januari 1927, var en spansk komediförfattare.
Echegaray har skrifter över 100 versifierade komedier och zarzuelas, av vilka redan den första, Cara y cruz (1886), blev mycket populär. Echegarays sista zarzuela, El buen ladron, utgavs 1918.